# Blachownia (zbiornik wodny)
Blachownia – zbiornik retencyjny na Stradomce położony w mieście Blachowni, w powiecie częstochowskim. Ma powierzchnię 47 ha i objętość 0,5 mln m³. Maksymalna głębokość zbiornika wynosi około 2 m, natomiast średnia głębokość to 1 m. Oprócz Stradomki do zalewu wpływa także Trzepizurka.
Normalny poziom piętrzenia wody w zbiorniku wynosi 259,5 m n.p.m. Pod względem fizycznogeograficznym zbiornik jest położony na Wyżynie Woźnicko-Wieluńskiej, w Obniżeniu Górnej Warty. Zbiornik znajduje się w otulinie Parku Krajobrazowego Lasy nad Górną Liswartą.
Powierzchnia zlewni zbiornika wynosi 113,33 km², z czego 67,89 km² to zlewnia Stradomki (powyżej zbiornika), a 22,11 km² to zlewnia Trzepizurki. W otoczeniu zbiornika dominują obszary leśne oraz, w mniejszym stopniu, rolnicze.

## Wykorzystanie
Zbiornik pozwala na wyrównywanie przepływu przy krótkotrwałych wezbraniach (funkcja przeciwpowodziowa). Pełni również rolę rekreacyjną, jest uznawany za jeden z największych walorów turystycznych gminy Blachownia.
Zalew znajduje się niedaleko od centrum Blachowni. Nad zalewem działa wypożyczalnia sprzętu pływającego i klub żeglarski (klasy Omega oraz Optimist), dookoła zalewu położone są tereny rekreacyjne. Zalew jest również miejscem wędkowania.

## Historia
Zbiornik został utworzony w latach 40. XIX wieku na terenach bagiennych. Spiętrzona woda miała dawać napęd urządzeniom pobliskiego zakładu hutniczego, jednak z powodu panujących warunków klimatycznych (występujące naprzemiennie susze i mrozy) takie rozwiązanie nie zapewniało ciągłości dostaw energii, w związku z czym z niego zrezygnowano.
Zalew był szczególnie popularnym miejscem wypoczynku dla mieszkańców Częstochowy w latach 60. i 70. XX wieku. W Blachowni organizowano nawet letnie kolonie dla dzieci. W latach 90. ruch turystyczny znacznie podupadł.
W latach 1980–2018 w pobliżu zalewu znajdował się amfiteatr.
W 2011 roku wykonano remont jazu spiętrzającego wody zalewu. W 2018 roku rozpoczęła się rekultywacja zbiornika obejmująca między innymi odmulanie dna za pomocą refulera oraz budowę ścieżek wokół zbiornika.